# Ligota Zabrska
Ligota Zabrska (deutsch Ellguth-Zabrze, 1936–1945 Steigern) ist ein Stadtteil von Gliwice (Gleiwitz). Ligota Zabrska liegt im Südosten der Stadt. Im Osten und Norden des Stadtteils verläuft die Klodnitz.
In Ligota Zabrska befinden sich die Shopping Mall Europa Centralna, ein großer Gebrauchtwagenmarkt, sowie das Kohlebergwerk Sośnica-Makoszowy.

## Geschichte

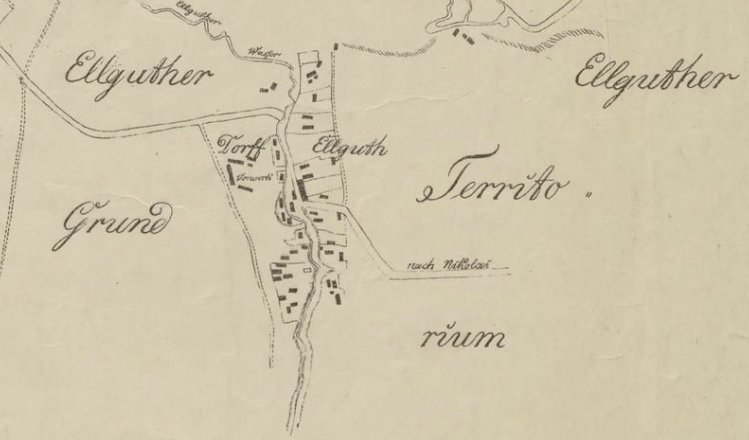
Ellguth 1812

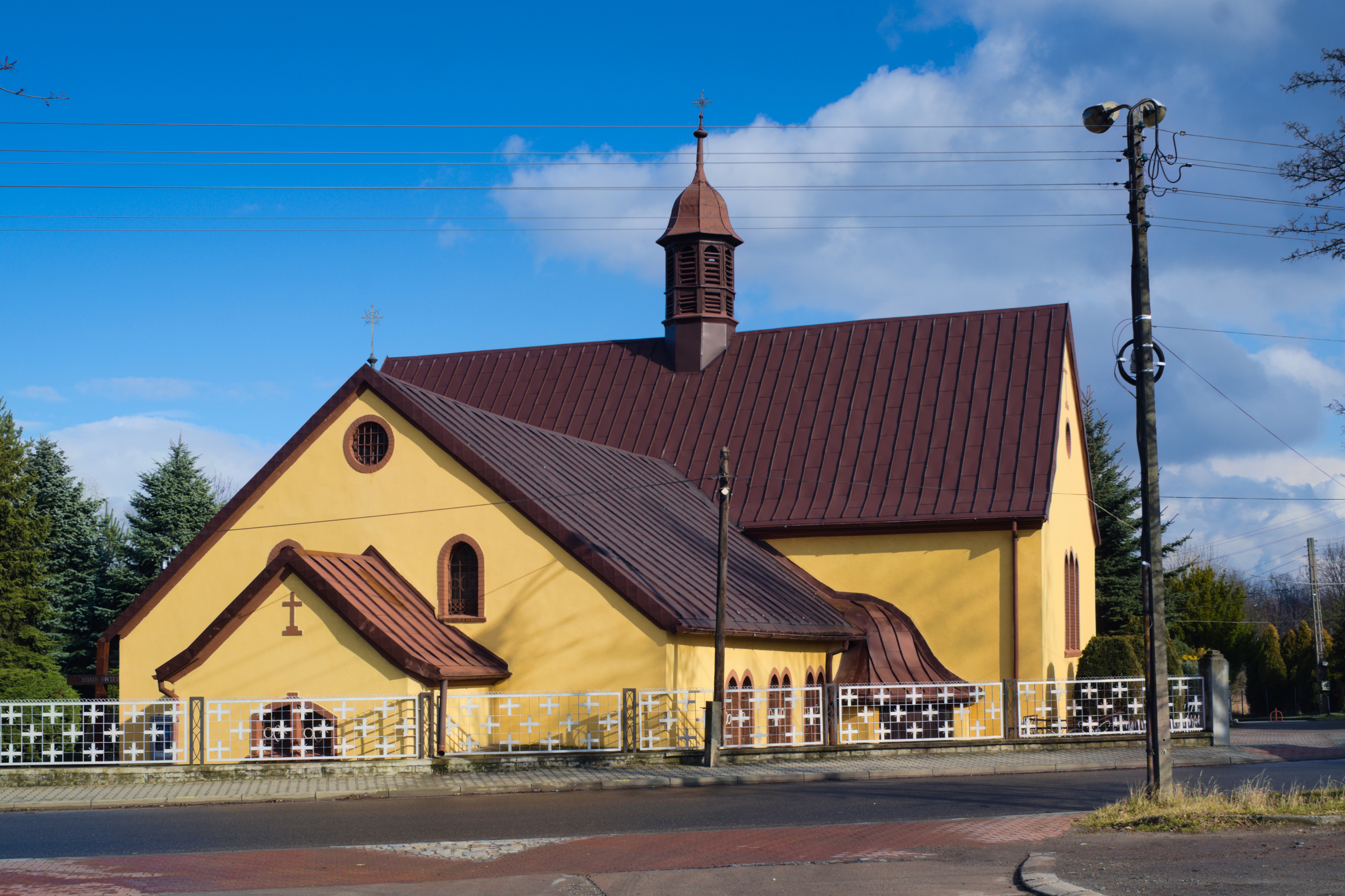
Josefkirche

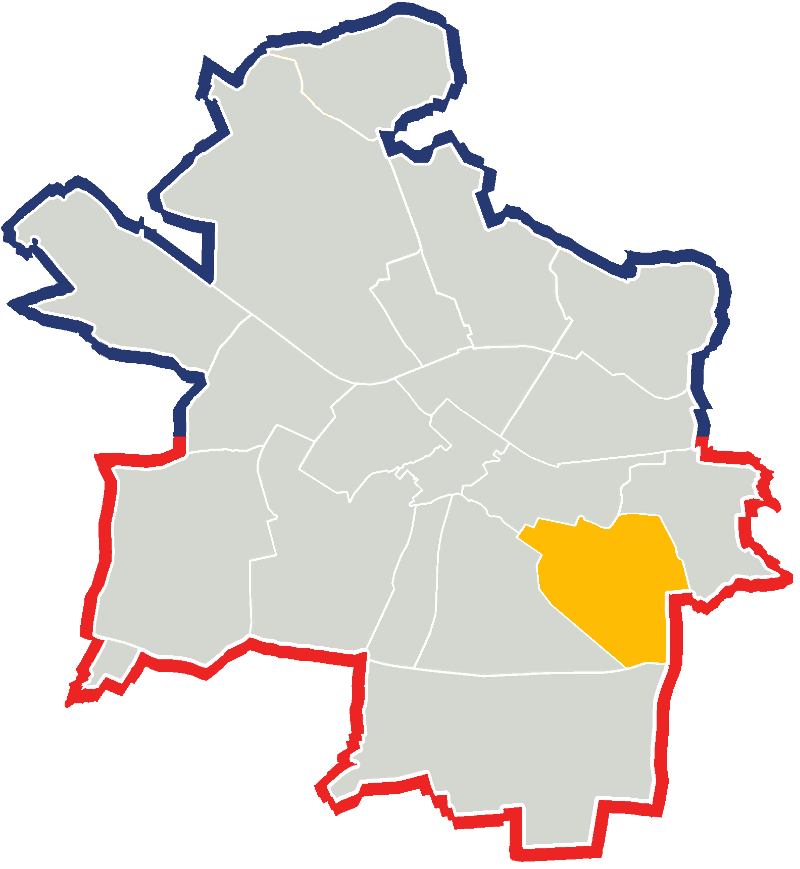
Lage von Ligota Zabrska in der Stadt Gliwice

Der Ort entstand spätestens im 13. Jahrhundert und wurde 1297 erstmals urkundlich erwähnt.
1865 hatte Ellgoth-Zabrze acht Bauernstellen, 15 Gärtner und 27 Häusler. Die Bewohner waren nach Gleiwitz eingepfarrt und gehörten der Allerheiligenkirche an und die Schüler besuchten die Knappschaftsschule der Eisengießerei Gleiwitz und die Gemeindeschule in Trynnek. Neben dem Dorf bestand das Rittergut Ellgoth-Zabrze. Durch das Dorf verlief die Communikationsstraße von Gleiwitz nach Makoschau.
Bei der Volksabstimmung in Oberschlesien am 20. März 1921 stimmten im Ort 551 Wahlberechtigte für einen Verbleib Oberschlesiens bei Deutschland und 424 für eine Zugehörigkeit zu Polen. Ellguth-Zabrze verblieb nach der Teilung Oberschlesiens beim Deutschen Reich. 1927 wurde Ellguth-Zabrze vom Landkreis Tost-Gleiwitz nach Gleiwitz eingemeindet. 1936 wurde der Ort im Zuge einer Welle von Ortsumbenennungen der NS-Zeit in Steigern umbenannt.
1945 kam der bis dahin deutsche Ort unter polnische Verwaltung und wurde anschließend der Woiwodschaft Schlesien angeschlossen und ins polnische Ligota Zabrska umbenannt. 1950 kam der Ort zur Woiwodschaft Kattowitz. 1999 kam der Ort zur neuen Woiwodschaft Schlesien.

## Bauwerke und Sehenswürdigkeiten
- Die Josefkirche

## Bildung
- Grundschule Nr. 11

## Verkehr
Bei Ligota Zabrska verlaufen die Autobahn A4 und die Autobahn A1.